# Central hidroeléctrica de Tanes

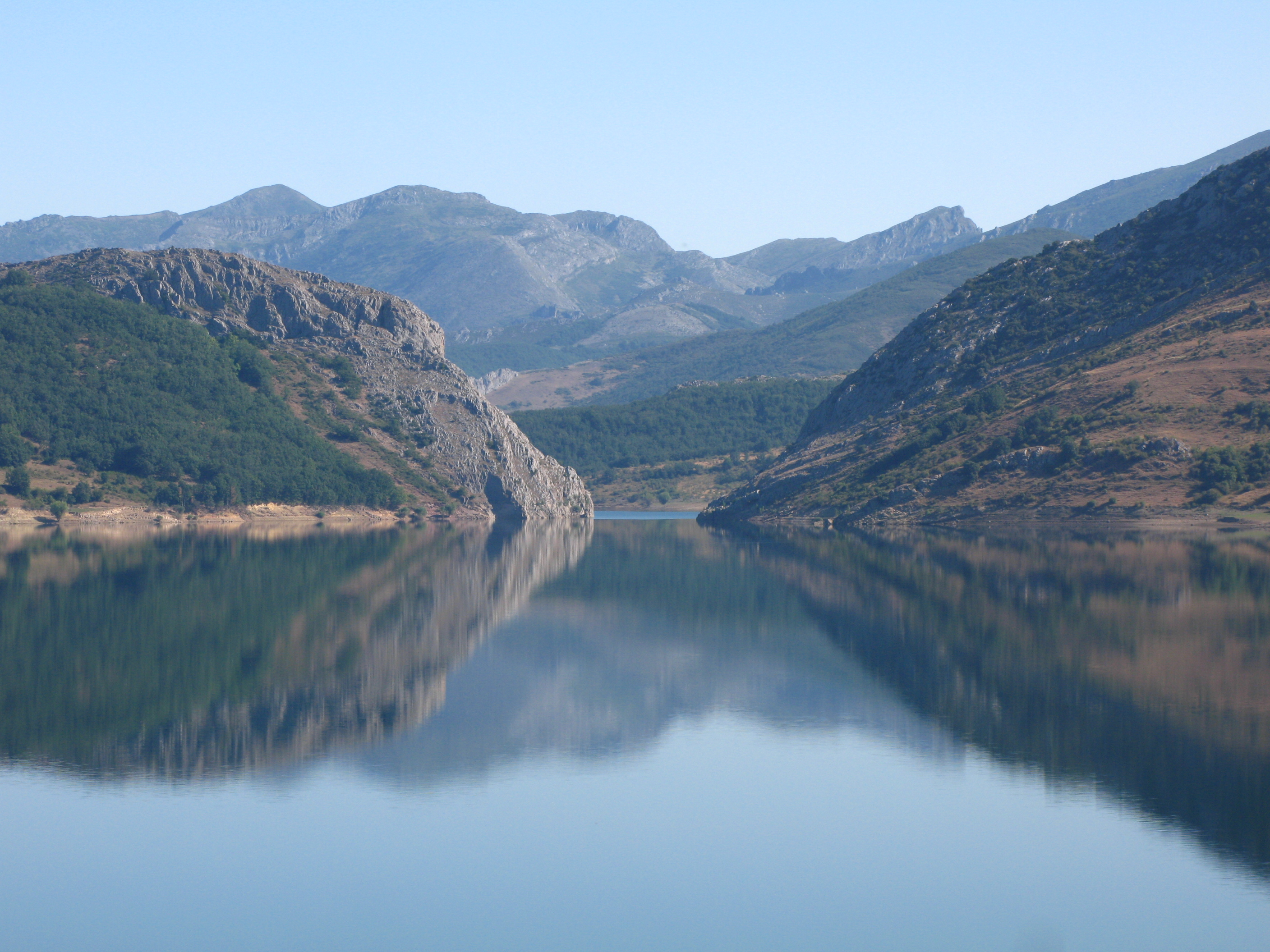
Embalse de Tanes, aguas arriba de la central

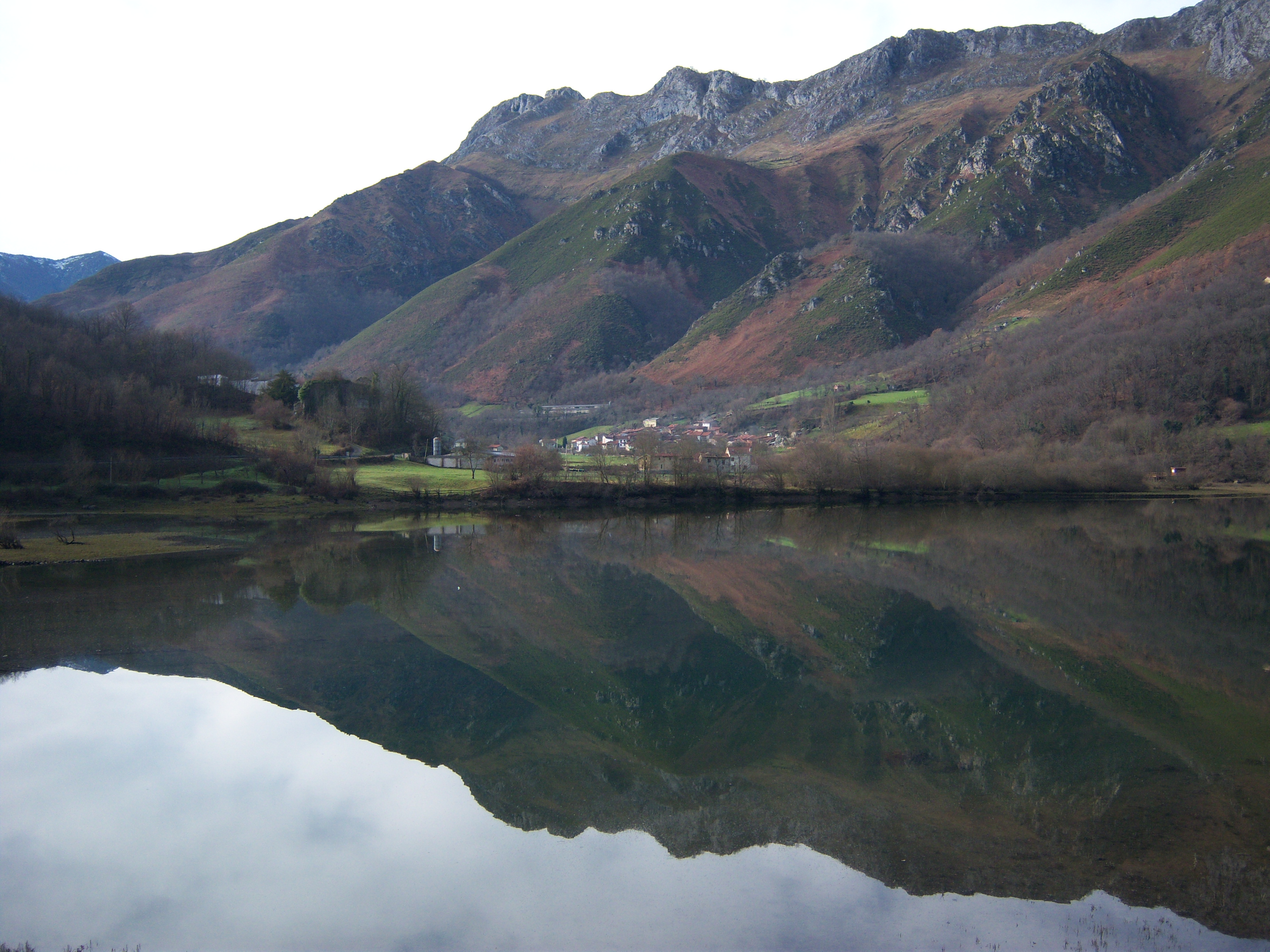
Embalse de Rioseco, aguas abajo

La Central Hidráulica de Tanes "Sánchez Pello" es una estación hidráulica subterránea situada entre dos embalses, el Embalse de Tanes y el Pantano de Rioseco, en el municipio asturiano de Sobrescobio, en la zona alta del Valle del Nalón. Pertenece y es explotada por EDP HC Energía y el Consorcio para el abastecimiento de agua y Saneamiento en el Principado de Asturias. En la actualidad se tramita el aprovechamiento del Embalse de Tanes para su uso lúdico y deportivo.

## Características
Su construcción comenzó en 1970 y finalizó en 1978, y a ella se accede mediante una gruta ya que la central se ubica en el interior de una montaña. Posteriormente, su sala de turbinas fue diseñada y decorada, como otras asturianas, por los arquitectos y escultores Joaquín Vaquero Palacios y su hijo Joaquín Vaquero Turcios en 1980.  Esta sala es una gran bóveda de cañón que deja vista la piedra del interior de la montaña, enmarcada con pilares con planchas de acero que reflejan a la propia piedra. Las pinturas del techo simbolizan el cielo abierto.
Es una central de tipo reversible, pues aprovecha el agua del embalse superior (Tanes) y el inferior (Rioseco). Ambos embalses gozan de gran interés ornitológico ya que se encuentra en pleno Parque natural de Redes. 
En su interior se rodó la película Gary Cooper que estás en los cielos, de Pilar Miró.